# Salvatore Perillo
Salvatore Perillo   (Nàpols, c. 1731 - Venècia, 1793) fou un compositor italià.
Fou deixeble de F. Durante i en acabar els seus estudis se li encarregà de compondre una òpera, l'èxit de la qual l'incità a continuar el camí emprès. De gran facilitat melòdica i d'estil molt agradable, encara que poc original, es distingí sobre tot en l'òpera còmica, devent-se'l hi: Plantilla:Berenice (1757); La buona figliuola (1759); I viaggiatori ridicoli (1761); La donna girandola (1763); La finta simplice (1764); La villeggiatura (1769); I tre vagabondi (1769) i Il Demetrio (1769).